# Herbert Wilhelmy
Herbert Wilhelmy (n. 4 februarie 1910, Sondershausen; d. 1 februarie 2003, Tübingen) a fost un geograf german. Wilhelmy a avut un impact semnificativ în domeniul geografiei regionale din America Latină, ocupându-se de geomorfologia climatică și, în special, de geografia urbană morfogenetică .

## Activitate didactică
Wilhelmy a studiat geografia, geologia și etnologia la universitățile din Gießen, Bonn, Viena (1930) și Leipzig. În 1932 și-a terminat studiile de doctorat, sub supravegherea lui Heinrich Schmitthenner, analizând geomorfologia vestului Bulgariei și elaborând teza Die Oberflächenformen des Iskergebietes: Eine Morphogenese Westbulgariens. A urmat de asemenea studii de doctor habilitat la Kiel, ca asistent al lui Oskar Schmieder (din 1932), specializându-se pe economia și geografia umană a localităților bulgărești din Munții Balcani — Hoch-Bulgarien: Die ländlichen Siedlungen und die bäuerliche Wirtschaft (1935), Sofia, Wandlungen einer Großstadt zwischen Orient und Okzident (1936). A lucrat la Universitatea din Kiel ca lector pe bază de contract (1939–1942) și profesor asociat (1942–1954), cu o întrerupere de doi ani (1941—1943) când a lucrat ca meteorolog și director de cercetare în Ucraina. În 1954 a devenit profesor titular la Universitatea din Stuttgart ca succesor al lui Hermann Lautensach. A efectuat în perioada 1959—1960 un stagiu de cercetare la University of California, Berkeley cu James J. Parsons — fost student al lui Carl O. Sauer — și a stimulat interesul lui William M. Denevan pentru a scrie o lucrare de disertație despre Llanos de Mojos. Ulterior, i-a succedat lui Hermann von Wissmann, fiul lui Hermann von Wissmann, și a mers la Universitatea din Tübingen, de unde s-a pensionat în 1978. A îndrumat mai mulți doctoranzi și post-doctoranzi printre care Ralph Jätzold (geografia agriculturii), Wolfgang Brücher (geografia industriei), Axel Borsdorf (geografie umană) și Hartmut Leser (geomorfologie).

## Cercetări
Wilhelmy a fost un universalist, al cărui interes de cercetare a fost reprezentat de geografia fizică și geografia umană. În calitate de student al lui Oskar Schmieder — la rândul său un discipol al lui Alfred Hettner -, a intrat în contact cu America Latină la Berkeley—, dedicându-și întreaga activitate Americii Latine. S-a concentrat inițial asupra așezărilor omenești și a colonizării agricole, fondând traduiția germană a studiilor de geografie urbană latino-americană de la Kiel. În acest context, el este considerat un reprezentant proeminent al tradiției geografiei cultural-urbane, care se bazează pe conceptele de regiuni culturale. Mai mult, el a publicat două monografii despre Alexander von Humboldt.

## Participări
- 1955–1957 președinte al Zentralverband der deutschen Geographen
- 1957−1959 președinte al secției germane al Humboldt-Kommission
- 1965−1969 președinte al comitetului național al International Geographical Union
- din 1973 membru al Deutsche Akademie der Naturforscher Leopoldina
- membru al Accademia dei Lincei
- membru corespondent al Österreichische Akademie der Wissenschaften și al Academía Colombiana de Ciencias
- membru de onoare al Gesellschaft für Erdkunde zu Berlin și al societăților de geografie din Stuttgart, Roma, Bogotá, Buenos Aires și Santiago de Chile.

## Lucrări
- Kartographie in Stichworten, Verlag Ferdinand Hirt, 5. Auflage 1990 (zuerst in 4 Teilen)
- Geomorphologie in Stichworten, 3 Bände, Verlag Ferdinand Hirt, Neuauflagen Enke Verlag, 6. Auflage 2004, 2007 bearbeitet von Berthold Bauer, Christine Embleton-Hamann
- Reisanbau und Nahrungsspielraum in Südostasien, Verlag Ferdinand Hirt 1975, ISBN 3 554 60105 5
- Klimageomorphologie in Stichworten, Verlag Ferdinand Hirt 1974
- mit G. Borchert, A. Kolb, L. Scheidl, H. Walch, T. D. Zotschew: Erdkunde in Stichworten, 6 Bände, Verlag Ferdinand Hirt, 4. Auflage 1975, 1976 (Teil 1 Allgemeine Geographie, Teil 2 Kultur- und Wirtschaftsräume der Erde, Teil 3 Deutschland, Teil 4 Europa, Teil 5 Asien, Afrika, Australien, Ozeanien, Teil 6 Amerika, Ozeane, Polargebiete)
- Welt und Umwelt der Maya - Aufstieg und Untergang einer Hochkultur, 2. Auflage, Piper Verlag 1989
- Lateinamerika, Kohlhammer 1982
- Ausgewählte Forschungen in Südamerika, Berlin, Reimer 1980
- Klimamorphologie der Massengesteine, 2. Auflage, Akademische Verlagsgesellschaft, Wiesbaden 1981
- Bhutan, München, Beck 1990
- Südamerika im Spiegel seiner Städte, Cram, de Gruyter 1952, 2. Auflage 1968
- cu Wilhelm Rohmeder Die La Plata Länder, Westermann 1963
- cu Axel Borsdorf Die Städte Südamerikas. 2 Bände. Gebr. Bornträger 1984, 1985